# Virginia Museum of Fine Arts
Het Virginia Museum of Fine Arts (VMFA) is een kunstmuseum in Richmond, de hoofdstad van de Amerikaanse staat Virginia. Het museum opende op 16 januari 1936.
Het museum is eigendom van en wordt geëxploiteerd door de Commonwealth Virginia, terwijl privé donaties, schenkingen en fondsen worden gebruikt voor de ondersteuning van specifieke programma's en alle verwerving van kunstwerken, evenals aanvullende algemene ondersteuning. De toegang tot het museum is gratis (behalve voor speciale tentoonstellingen). Het was een van de eerste musea in de Zuidelijke Verenigde Staten die worden geëxploiteerd door staatsfondsen. Het is ook een van de grootste kunstmusea in Noord-Amerika. VMFA behoort tot de top tien van uitgebreide kunstmusea in de Verenigde Staten.
Het Virginia Museum voor Schone Kunsten heeft zijn oorsprong in een donatie uit 1919 van 50 schilderijen aan het Commonwealth Virginia door rechter en prominente Virginiaan John Barton Payne. Payne, in samenwerking met de gouverneur van Virginia John Garland Pollard en de Federal Works Progress Administration, verzekerde federale financiering om de staatsfinanciering voor het Museum aan te vullen in 1932. Uiteindelijk werd een site gekozen op Richmond's Boulevard. De site sloot aan op een huis voor veteranen van de Amerikaanse Burgeroorlog, op grond die de staat eerder verworven had om de werking van het veteranenhuis te subsidiëren.
Het hoofdgebouw is ontworpen door het architectenkantoor Peebles & Ferguson uit Norfolk, en wordt getypeerd als een kruisvorm van Koloniale Georgiaanse architectuur en Engelse Barok, met referenties naar werk van Inigo Jones en Christopher Wren. De bouw begon in 1934. Er waren naast het centrale deel twee vleugels oorspronkelijk gepland, maar alleen het centrale gedeelte werd initieel eigenlijk gebouwd.
Museumdirecteur Leslie Cheek kon in 1954 een eerste bijkomende vleugel openen, ontworpen door Merrill C. Lee, Architects, uit Richmond. De vleugel huisvestte ook een auditorium met 500 zitplaatsen, oorspronkelijk gekend als het Virginia Museum Theater, maar tegenwoordig in eer van de creator, het Leslie Cheek Theater genoemd.
De tweede toevoeging, de zuidelijke vleugel, werd ontworpen door Baskervill & Son Architects van Richmond en voltooid in 1970. De vleugel bevat vier nieuwe permanente galerijen en een grote galerij voor tijdelijke tentoonstellingen, een nieuwe bibliotheek, een fotografie-labo, opslagruimtes voor kunstwerken en personeelskantoren. In 1971 verkreeg het museum een gift van Sydney en Frances Lewis uit Richmond, voorzien voor de verwerving van Art Nouveau objecten en meubels.
In 1976 werd een derde toevoeging, de Noordvleugel, voltooid. Ontworpen door Hardwicke Associates, Inc., Architects uit Richmond. Grenzend aan deze vleugel werd ook een beeldentuin met cascadefontein, ontworpen door landschapsarchitect Lawrence Halprin ingehuldigd. De vleugel diende als de nieuwe hoofdingang voor het museum, met een aparte speciale ingang voor het theater. Ook werden er nog drie galerijen toegevoegd, twee voor tijdelijke tentoonstellingen en een voor de Art Nouveau-collectie van de familie Lewis, evenals een cafetaria, cadeauwinkel en andere tuimtes voor bezoekers. Echter, de gebogen wanden van het "nier-vormige" ontwerp bleken functioneel ongemakkelijk en onpraktisch, wat een rol speelde in de latere vervanging. Uiteindelijk werden de Noordvleugel en beeldentuin uit 1976 gesloopt om ruimte te maken voor de McGlothlin-vleugel die in 2010 gebouwd zou worden.
In december 1985 opende het museum zijn vierde uitbeiding, de 8.400 m² grote West Wing, ontworpen door de architecten, Hardy Holzman Pfeiffer Associates uit New York. Het architectenkantoor was geselecteerd nadat het eerder ook het nieuwe hoofdkwartier van de broers Lewis, eigenaars van de winkelketen BEST uit Virginia en gulle sponsors voor het museum. De West Wing herbergt sindsdien ook de collectie die zij financierden.
In mei 2010 opende het museum een nieuwe uitbreiding met een omvang van 15.300 m² waardoor de galerijruimte van het museum met bijna 50 procent toenam. De nieuwe vleugel werd gebouwd op de plaats van de - terug afgebroken - Noordvleugel uit 1976. Terwijl de vleugel uit 1976 naar een parkeerzone was gericht, heeft de nieuwe vleugel de ingang opnieuw georiënteerd naar de aangrenzende Boulevard. Het ontwerp omvat een atrium van drie verdiepingen, vernoemd naar Louise B. en J. Harwood Cochrane met een 12 m hoge glazen wand naar het oosten en brede uitgestrekte glazen wanden naar het westen en een gedeeltelijk glazen dak. De in Londen gevestigde architect Rick Mather werkte samen met de in Richmond gevestigde SMBW Architects voor het ontwerp van deze vleugel, terwijl de landschapsarchitectuur werd verzorgd door OLIN. In de tuinaanleg is een nieuwe 16.000 m² grote beeldentuin vernoemd naar filantroop E. Claiborne en Lora Robins. De nieuwe vleugel met een kostprijs van 150 miljoen Amerikaanse dollar is vernoemd naar de filantropen James W. en Frances G. McGlothlin. De grote focus van de in de vleugel tentoongestelde collectie ligt op de Amerikaanse kunst. De McGlothlin-vleugel werd laureaat van de 2011 Riba International Awards voor architectuur.

## Collectie
De collectie bevat een ruime selectie van Amerikaanse en Europese kunst met meer dan 22.000 objecten (2011). Het museum telt naast veel schilderijen ook vijf keizerlijke Fabergé-eieren en een collectie art nouveau & art deco met werk van Hector Guimard, Emile Galle, Louis Majorelle, Louis Comfort Tiffany, de Wiener Secession vertegenwoordigd door onder meer Peter Behrens, de Arts-and-craftsbeweging met werk van Charles Rennie Mackintosh, Frank Lloyd Wright en Gustav Stickley, en Art Deco uit Parijs van Eileen Gray en Émile-Jacques Ruhlmann.

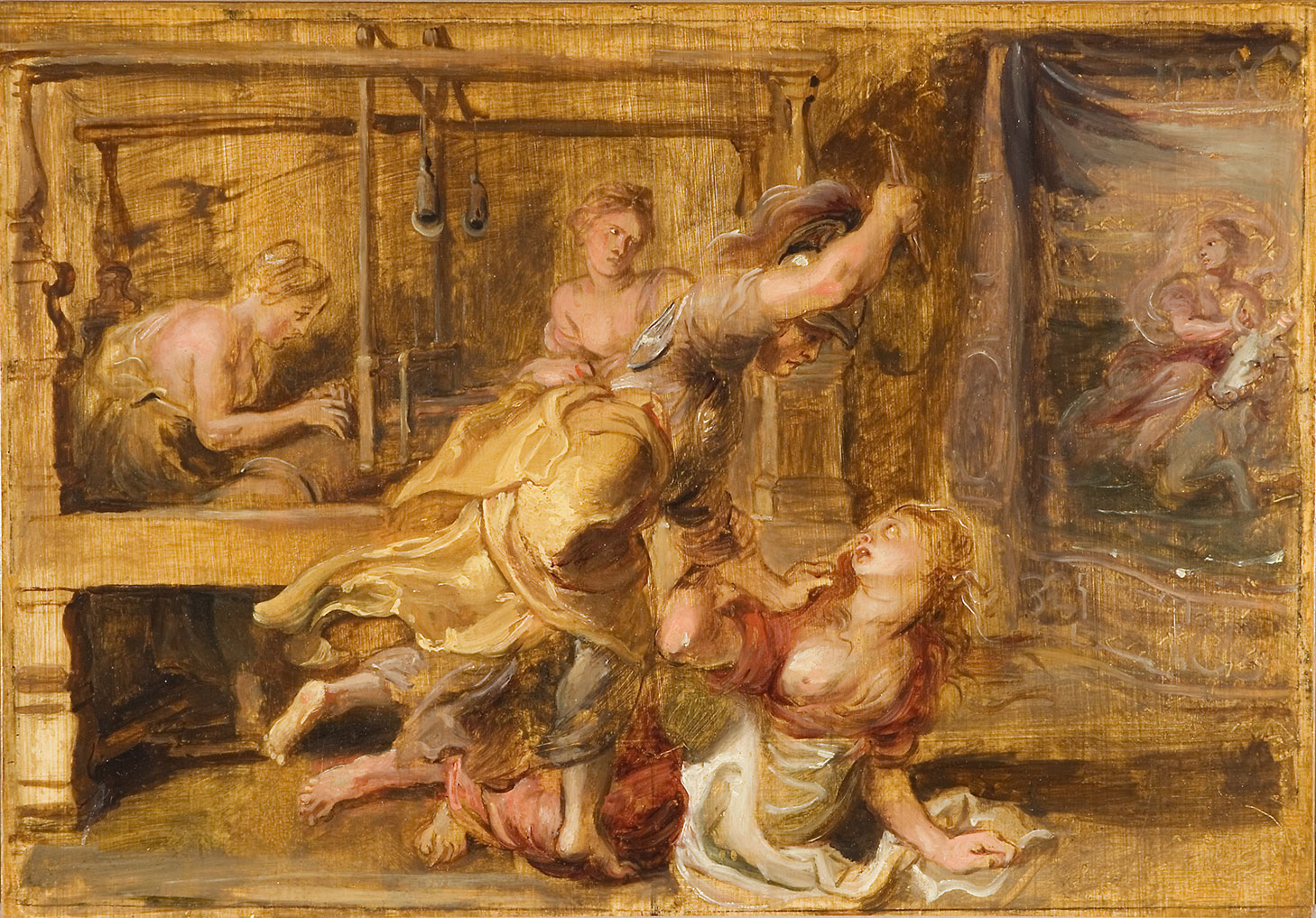
Peter Paul Rubens, voorbereidende studie voor Pallas en Arachne, 1636–37
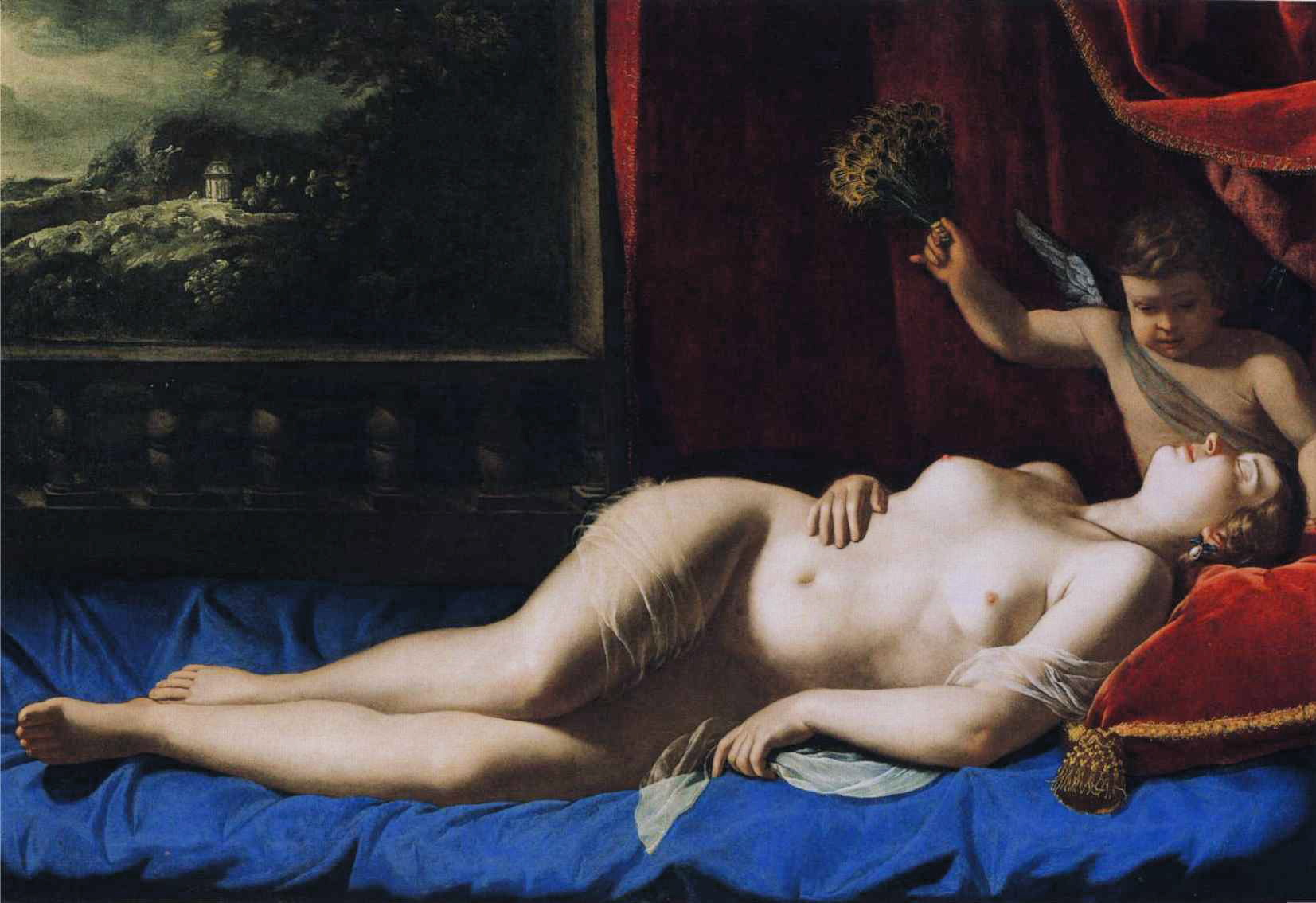
Artemisia Gentileschi, Venus en Cupido
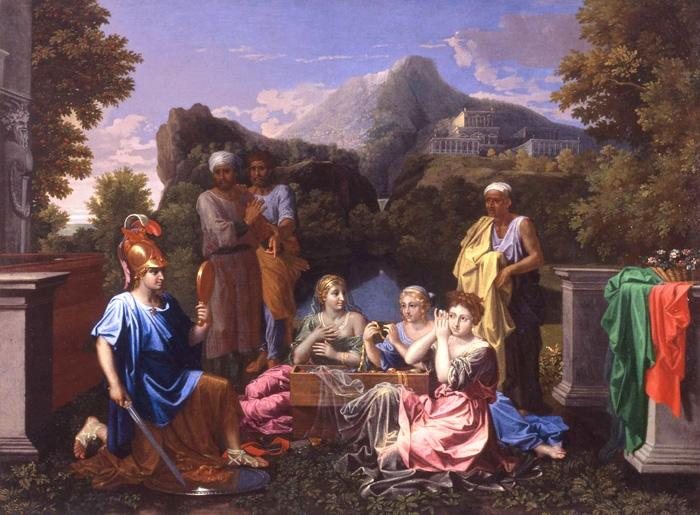
Nicolas Poussin, Achilles tussen de dochters van Lycomedes, 1656
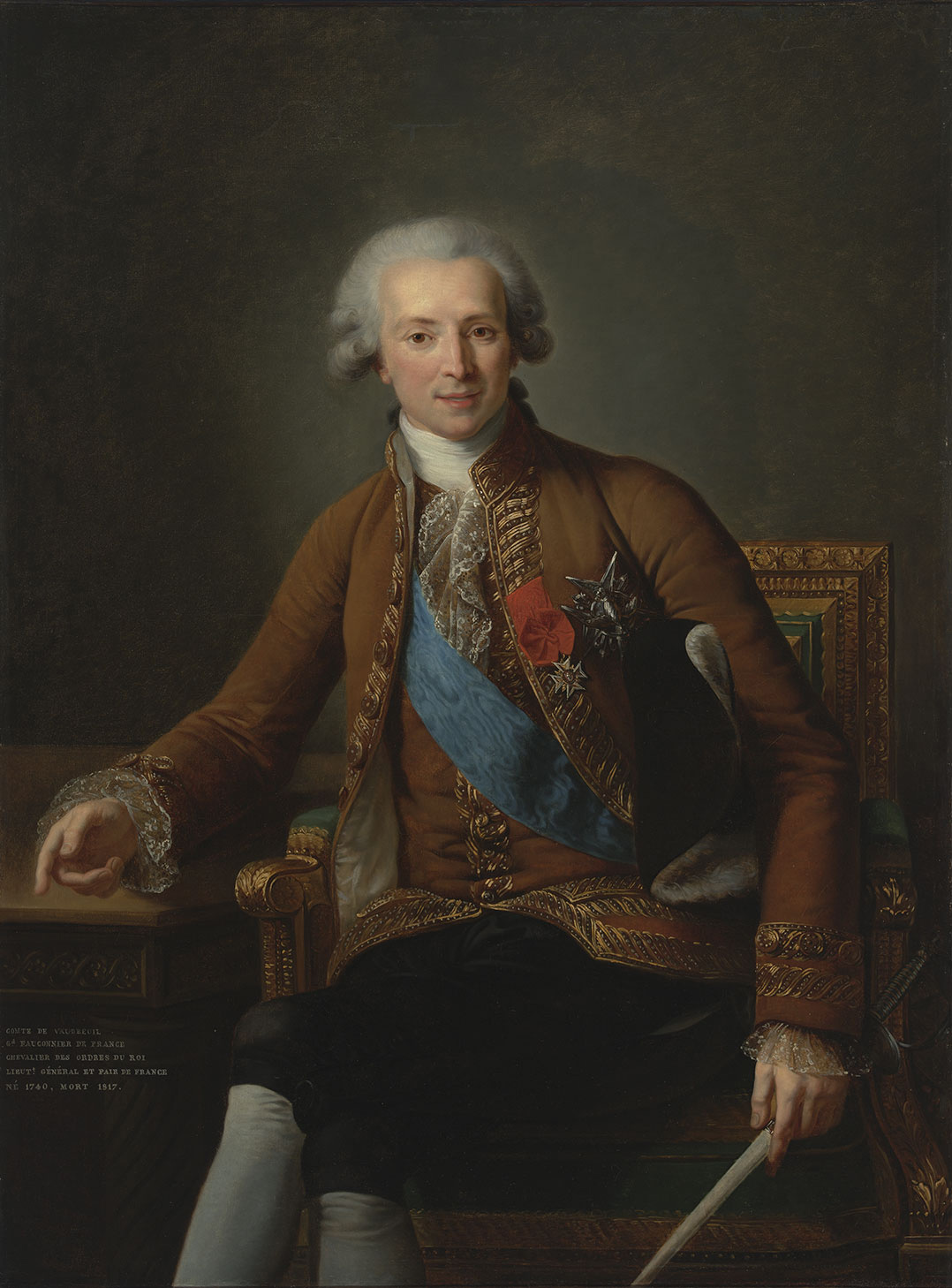
Élisabeth Vigée-Lebrun, Portret van de Comte de Vaudreuil, 1784
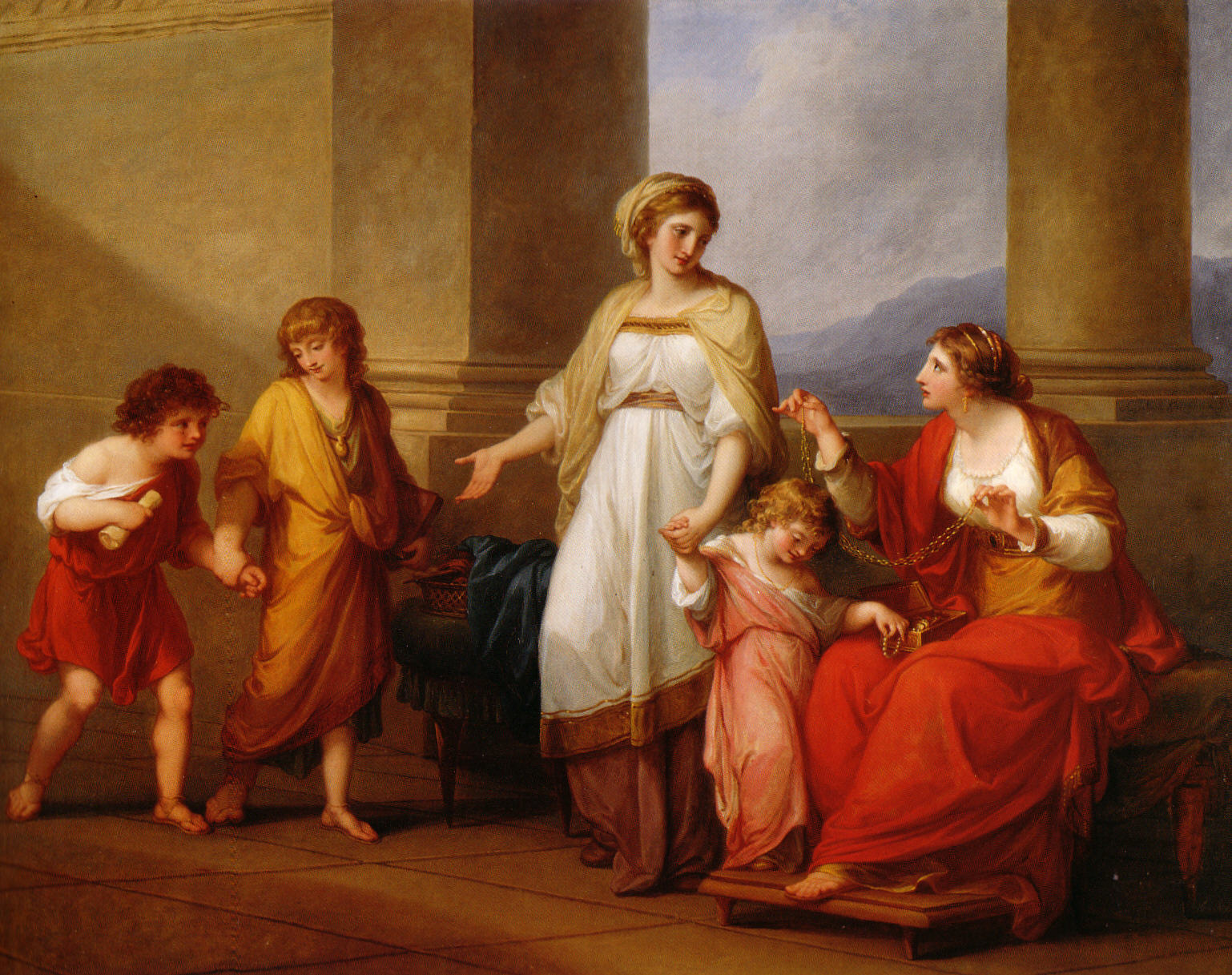
Angelica Kauffman, Cornelia, moeder van de Gracchi, 1785
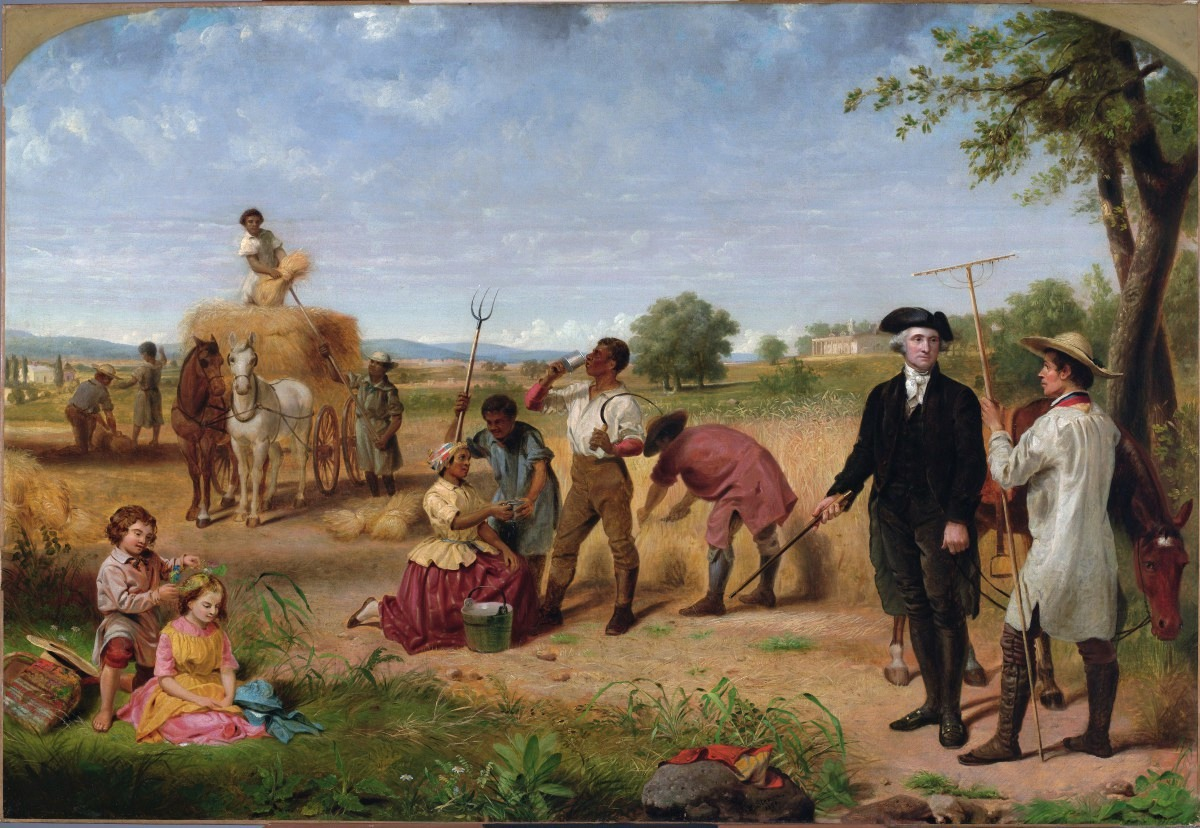
Junius Brutus Stearns, Washington as Farmer at Mount Vernon, 1851
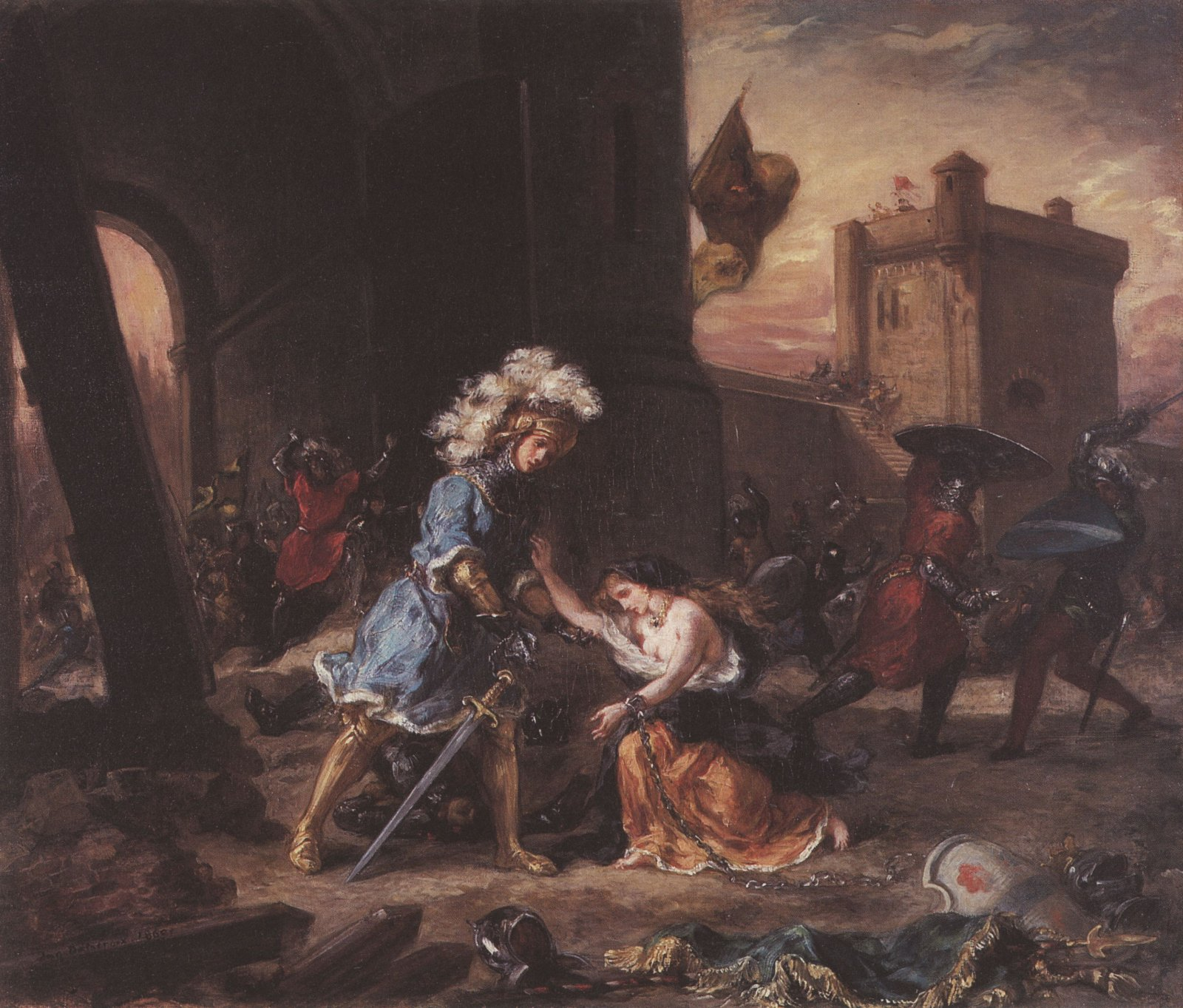
Eugène Delacroix, Amadis délivre la princesse Olga du château de Galpans, 1860
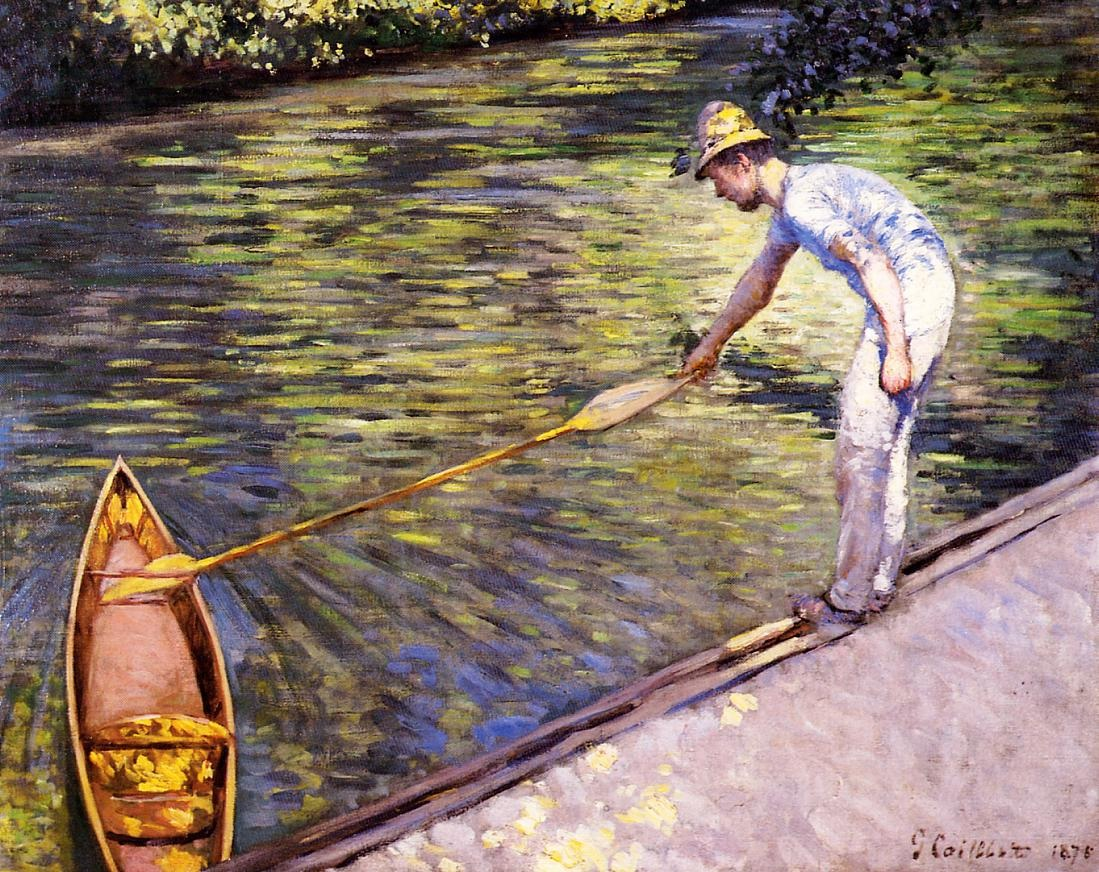
Gustave Caillebotte, Canotier, 1878
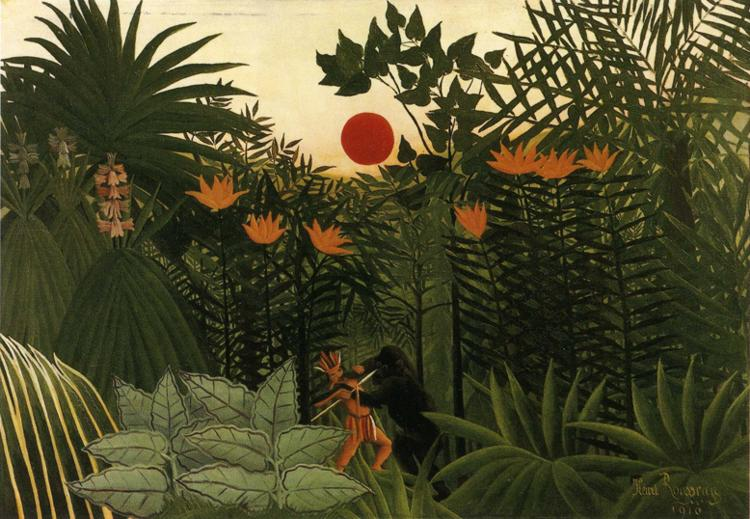
Henri Rousseau, Paysage tropical : lutte de l'Indien et du gorille, 1910
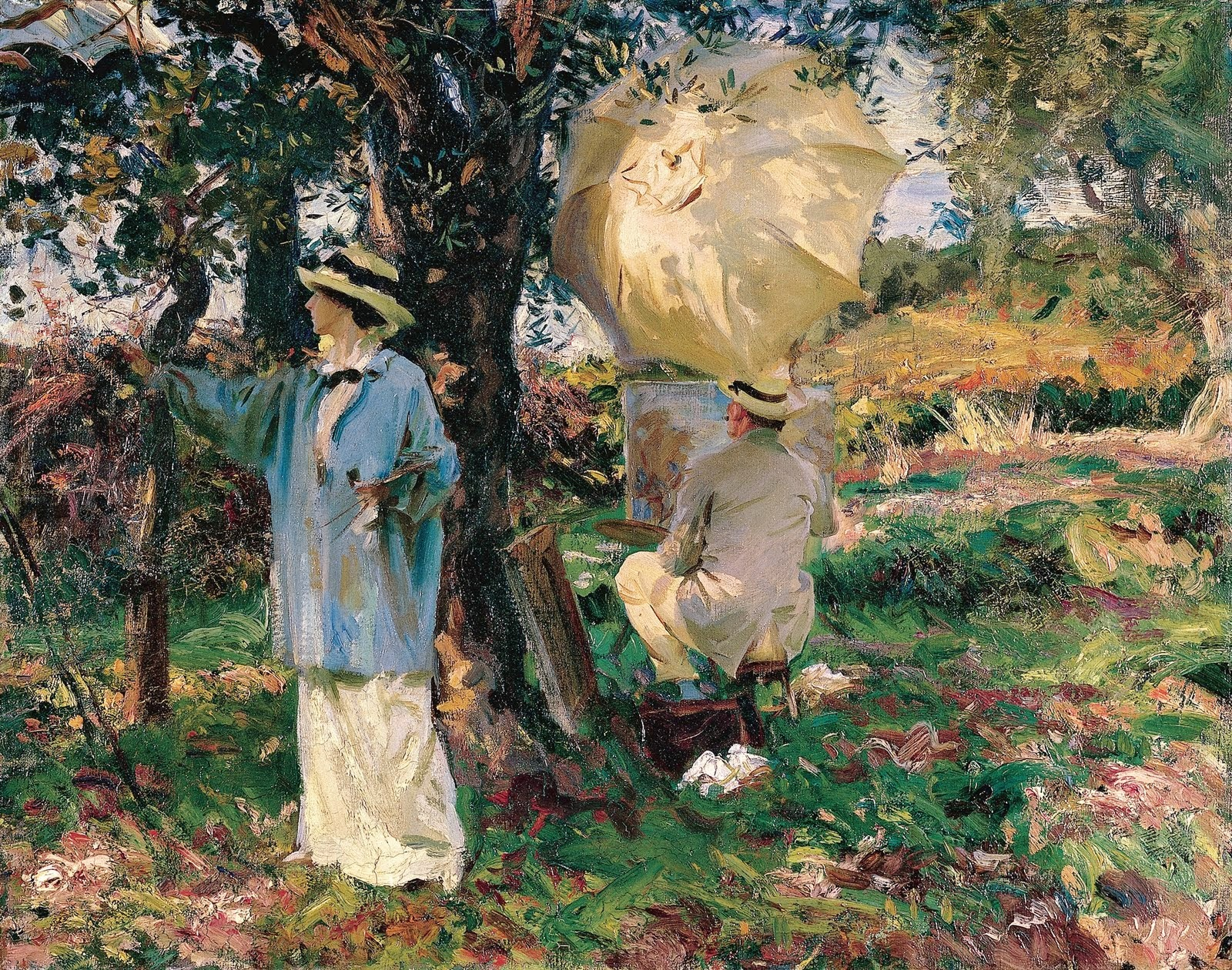
John Singer Sargent, The Sketchers, 1914.